# Èpic Solete
Èpic Solete és el segon àlbum d'estudi del grup català The Tyets, publicat el 3 de març del 2023 a través de la discogràfica Luup Records. Va ser guardonat amb el Premi Disc Català de l'Any.

## Promoció
El primer avançament oficial que en van fer és la cançó Coti x Coti, una barreja de sardana amb ritme urbà estrenada el 17 de febrer del mateix any. Amb tot, el títol del disc havia estat esmentat en senzills anteriors, com ara «De l'1 al què» i «Bailoteo».
La presentació del disc va tenir lloc a la Sala Apolo de Barcelona el 25 de març del 2023. Quan va sortir Coti x Coti, les entrades ja s'havien exhaurit. Abans, però, en van fer una festa de preescolta a l'Antiga Fàbrica Damm el 28 de febrer del 2023, en l'edició marçal de l'Enderrock Sona. Van tancar l'acte amb una sessió de punxadiscos les artistes Maria Hein i Ariox.
Durant la gira de promoció del disc, van passar pel Paupaterres, pel Feslloc, per La Mercè, per Les Santes, per les Barraques de Sitges, per les Festes de Santa Tecla de Tarragona, pel Festival Acústica, per la Patum de Berga, per l'Embassa't, pel Canet Rock, per l'Acampada Jove i pel Pirata Rock, així com per Madrid, Ascó, Lleida i Girona, entre d'altres. Notòriament, entre el 6 i el 9 de desembre del 2023, van tocar a quatre capitals europees: Brussel·les, Dublín, Londres i Copenhagen. El tercer concert va ser impulsat per l'entitat Bona Gents i hi van compartir escenari amb la cantant Julieta. Tancaran la gira amb una tanda de dos concerts al Sant Jordi Club, programats per al 15 i el 16 de novembre del 2024 en el marc del Festival Cruïlla.

## Recepció
La setmana del llançament, va ser el desè disc més escoltat a Espanya a través de Spotify, just darrere de Motomami de Rosalia, i també l'únic en llengua catalana dels cent més reproduïts.
L'abril del 2023, un mes després, el senzill «Coti x Coti» es va viralitzar a l'aplicació TikTok, on la van fer servir usuaris amb milers de seguidors, com ara Farners Pei Hong, Dulceida, Ricard Garcia, Anna Cornella, Abril Misse i Carla Bauvi. El 12 de juny del 2023, va obtindre el disc d'or a Espanya per Promusicae amb el senzill Coti x Coti, i el 7 d'agost del mateix any se'ls va atorgar el disc de platí. El 2023 va rebre el Premi Disc Català de l'Any de Ràdio 4, que va ser lliurat en una gala a l'Antiga Fàbrica Estrella Damm l'any següent.
El videoclip de Coti x Coti ha estat el publicat en català en 2023 més vist a YouTube de l'any amb més de 5 milions i mig de visualitzacions, i a Spotify supera els 19 milions de reproduccions.

## Llista de cançons
| Núm.          | Títol                                         | Durada |
| ------------- | --------------------------------------------- | ------ |
| 1.            | «Coti x Coti»                                 | 2:27   |
| 2.            | «Clar que t'he trobat a faltar» (amb Julieta) | 3:28   |
| 3.            | «Bailoteo»                                    | 3:00   |
| 4.            | «Olívia»                                      | 2:50   |
| 5.            | «Desembre»                                    | 2:54   |
| 6.            | «De l'1 al què»                               | 2:35   |
| 7.            | «El Tonteo» (amb Mushkaa)                     | 1:59   |
| 8.            | «Bomba de fum»                                | 2:16   |
| 9.            | «Coco» (amb Flashy Ice Cream)                 | 3:18   |
| 10.           | «Èpic Solete» (amb Figa Flawas)               | 2:43   |
| 11.           | «Let Me Alive»                                | 2:50   |
| Durada total: | Durada total:                                 | 30:26  |